# Suchenicze
Suchenicze (biał. Сухінічы; ros. Сухиничи) – wieś na Białorusi, w obwodzie grodzieńskim, w rejonie mostowskim, w sielsowiecie Dubno.
W dwudziestoleciu międzywojennym leżały w Polsce, w województwie białostockim, w powiecie grodzieńskim, w gminie Dubno. W 1921 wieś zamieszkiwało 587 osób - 570 Białorusinów i 17 Polaków. 577 mieszkańców wyznawało prawosławie, a 10 rzymski katolicyzm.